# Eloy Caviedes
Eloy Temístocles Caviedes Sepúlveda (Rancagua, 1849-Santiago, 26 de diciembre de 1902) fue un escritor, corresponsal y periodista chileno de los diarios El Mercurio de Valparaíso y El Mercurio de Santiago. De dilatada carrera en este importante medio de comunicación desde sus casi mismos comienzos, cubrió, entre otros sucesos nacionales, la guerra del Pacífico y la guerra civil de 1891.

## Primeros años
Fue hijo del matrimonio entre César Caviedes López, cuya familia era descendiente del español Francisco Gutiérrez de [la Torre y] Cabiedes [sic], uno de los primeros colonos españoles que recibieron encomienda en esa zona, y Rosario Sepúlveda. Tuvo tres hermanos: Andrés, Sinforosa y Pedro.
Recibió educación básica solo hasta un grado primario. Realizó algunos trabajos literarios para el diario El Fénix de Rancagua y se trasladó en 1860 a casa de su hermana Sinforosa en Valparaíso. En ese puerto, valiéndose de los oficios de un sacerdote de la congregación Sagrados Corazones, encontró trabajo como tipógrafo en el diario El Mercurio de Valparaíso, cuyo dueño entonces era Recaredo Santos Tornero. En dicho matutino, desarrolló el amor por el periodismo y las artes literarias, demostrando inquietudes intelectuales sobresalientes que le permitieron ser nombrado primeramente reportero y posteriormente corresponsal de ese mismo diario. El Mercurio fue su primer y único trabajo en su vida, experimentando la difícil transición hacia la adquisición del tabloide por parte de acaudalada familia Edwards, representada por Agustín Edwards Ross.
Su trabajo ¡Viva San Juan! fue premiado en el certamen literario de la Universidad de Chile en 1878.

## Corresponsal de guerra
Fue nombrado corresponsal civil destacado en la Armada y el Ejército de Chile cuando comenzó la Guerra del Pacífico entre Chile, Bolivia y Perú. Entonces, los agregados civiles —ya fueran corresponsales, periodistas o administrativos gubernamentales— no eran bien recibidos entre las filas castrenses por ser considerados un estorbo y se les denominaba peyorativamente «cucalones». Caviedes se ganó la confianza del ministro plenipotenciario José Francisco Vergara (amigo de Edwards Ross), quien fue al parecer su primera fuente de información puesto que los partes y directrices de los movimientos chilenos en el teatro de operaciones le llegaban de primera mano.
Cubrió la primera fase de la guerra, incluyendo los acontecimientos del combate naval de Iquique, entrevistando a los sobrevivientes y testigos oculares del hecho de armas. También se le atribuye el informar ingenuamente los movimientos de la Armada en el tabloide, el cual fue también fuente de información para el bando enemigo. Estas informaciones condujeron a la captura del vapor Rímac por parte del monitor Huáscar al mando de Miguel Grau.
Después de la batalla de Tacna, donde las tácticas frontales del general Manuel Baquedano generaron una gran pérdida de hombres y materiales a cambio de la victoria, Caviedes informó a la opinión pública de sus puntos de vista y de los partes en que el general fue cuestionado por su conducción. Estos reportajes no fueron bien recibidos por la cúpula castrense y se ganó la mala disposición de Baquedano, quien en forma iracunda le hizo detener a bordo de la corbeta Abtao enjuiciándolo sumariamente y reteniéndole todo derecho a informar.
Debido a esto, quedó descolgado de la labor periodística que se extendió por varios meses; Agustín Edwards Ross envió a un nuevo corresponsal en reemplazo. Caviedes fue liberado casi dos meses después y tuvo que retornar a Valparaíso al tener denegado todo derecho a entrar a los campamentos o establecimientos militares.

## Guerra Civil de 1891
Al estallar el conflicto civil en 1891, el tabloide porteño fue censurado por el gobierno de José Manuel Balmaceda debido a sus abiertas inclinaciones congresistas. Caviedes fue enviado a Iquique al amparo de las tropas congresistas opositoras al gobierno y registró de primera línea los eventos que condujeron a la caída del gobierno de Balmaceda. Estuvo presente en los combates de Placilla y de Concón y sus correspondencias son una muestra del ambiente sobrecargado de pasiones políticas de esta época.

## De Valparaíso a Santiago
En 1900 asumió la dirección del diario El Mercurio de Valparaíso su nuevo gerente, Agustín Edwards Mac-Clure, quien expandió sus operaciones a la capital, donde a Caviedes le cupo un papel participativo al estructurar el organigrama de El Mercurio en calle Compañía y ocupó el puesto de jefe de noticias.  
Desde este puesto comenzó lentamente a decaer su estrella puesto que su estilo parsimonioso, que tantos éxitos le había dado en el siglo XIX, se enfrentaba a un escenario periodístico profesionalizado y modernizado que requería una mayor proactividad y un estilo ejecutivo. En esta decadencia tuvo mucho que ver Jorge Délano, quien mediante sus ingeniosas caricaturas cuestionaba constantemente el hecho de que el tiraje del periódico se mantuviera sin aumentar su cobertura.

## Últimos años
No contrajo matrimonio. En 1902 jubiló de El Mercurio (algunas publicaciones señalan que Caviedes había conducido al tabloide a un estado vegetativo y que se le jubiló por consentimiento mutuo, siendo reemplazado por Hermógenes Pérez de Arce). Pese a estar jubilado, no dejó de asistir a la empresa en calle Compañía, donde mantuvo algunas actividades extralaborales.
Asimismo, se dedicó a realizar algunas obras literarias en su hogar de avenida Providencia. El 26 de diciembre de 1902, un ataque cardíaco lo sorprendió a cuadras de la que fuera su fuente de trabajo y falleció a pesar de los esfuerzos brindados.

## Obras
- Relación del Combate de Iquique (un detalladísimo reportaje periodístico en tiempo real al combate naval de Iquique, importante fuente de consulta para historiadores contemporáneos)
- La Batalla de Tacna (1880, una descripción subjetiva de la conducción del general Manuel Baquedano en ese capítulo de la Guerra del Pacífico)
- Las islas de Juan Fernández (1885, una primera descripción de estas islas desconocidas para la opinión pública chilena)
- Las últimas operaciones del Ejército Constitucional (enlace roto disponible en Internet Archive; véase el historial, la primera versión y la última). (1892, un reportaje en estilo narrativo de las operaciones del Ejército congresista en 1891)